# Marathon Cup 1; Bouwselect marathon 2023
De Marathonschaatsen 2023/2024 Marathon Cup 1; Bouwselect marathon 2023 was de eerste wedstrijd van het Marathonseizoen die op zaterdag 21 oktober 2023 plaatsvond op de Kardinge in Groningen. 
Voor het eerst sinds 46 jaar was dit de start van de schaatsmarathon in plaats van Amsterdam omdat de Jaap Edenbaan werd verbouwd. Daarom was er om de opening van de Jaap Edenbaan te vieren een speciale schaatsmarathon gehouden De Staatsloterij Schaatsmarathon Amsterdam en later in het seizoen werd er er nog gestreden om de traditionele Jaap Eden Trofee.
De eerste wedstrijd van de top-divisie mannen het seizoen werd gewonnen door Harm Visser. De cupwinnaar van vorig seizoen rekende in een ware koningssprint af met olympisch massastartkampioen Bart Swings en Bart Hoolwerf. Op de streep was het verschil tussen Visser en Swings nauwelijks te onderscheiden, het koste de jury dan ook enige tijd om de Visser als winnaar aan te wijzen boven de Swings. Bij de top-divisie vrouwen won Marijke Groenewoud. Samen met Irene Schouten liet Groenewoud de rest van het peloton achter haar en pakte een ronde voorsprong. Nadat Kim Talsma de sprint van het peloton om de derde plek had gewonnen duelleerde Schouten en Groenewoud in de finale niet met het mes tussen de tanden om de winst. In de finale brachten Schouten en Groenewoud geen spanning meer. Ze spraken wat met elkaar en vielen elkaar niet meer aan. Op de laatste meters kwamen de vrouwen gezamenlijk juichend over de streep. Achteraf bleek Groenewoud daarbij haar schaats als eerste over de streep te hebben gedrukt waardoor zij de winnares werd van de eerste marathon van het seizoen. 
Wisse Slendebroek won de openingswedstrijd bij de beloften mannen gewonnen. De nummer twee van de cup van vorig seizoen pakte samen met elf andere schaatsers een ronde voorsprong maar was daarna nog niet klaar met aanvallen. Slendebroek kreeg hulp van ploeggenoten Kevin van der Horst en Jorian ten Cate en kon zo met een 100 meter voorsprong aan de finale beginnen. Daar werd hij niet meer achterhaald en soleerde naar de winst. Daan Berkhout won de sprint van de achtervolgende groep om de tweede plaats door ploeggenoot Joost de Jong  te kloppen. Bij de beloften vrouwen had Gioya Lancee gewonnen. Lancee kloptet haar twee medevluchters Lidia Tempert en Vera van Ditshuizen met duidelijk verschil in de eindsprint. Het drietal had in de tweede helft van de koers het peloton op een ronde gezet en brachten in de finale een surplace op het ijs. Van Ditshuizen verbrak twee ronden voor het eind de surplace maar kwam niet weg waarna Lancee zich met overmacht de snelste toonde.

## Tijdschema
| Datum               | Tijd (CET) | Onderdeel           |
| ------------------- | ---------- | ------------------- |
| Zaterdag 21 oktober | 17:30      | Beloften mannen     |
| Zaterdag 21 oktober | 19:00      | Top-divisie vrouwen |
| Zaterdag 21 oktober | 20:15      | Top-divisie mannen  |
| Zaterdag 21 oktober | 21:45      | Beloften vrouwen    |

## Podia
| Klasse             | Eerste             | Tweede         | Derde               |
| ------------------ | ------------------ | -------------- | ------------------- |
| Topdivisie mannen  | Harm Visser        | Bart Swings    | Bart Hoolwerf       |
| Topdivisie vrouwen | Marijke Groenewoud | Irene Schouten | Kim Talsma          |
| Beloften mannen    | Wisse Slendebroek  | Daan Berkhout  | Joost de Jong       |
| Beloften vrouwen   | Gioya Lancee       | Lidia Tempert  | Vera van Ditshuizen |

## Uitslag Top-divisie mannen[3]
| #      | Rijder               | Nationaliteit | Ploeg                           | Ronde | Punten |
| ------ | -------------------- | ------------- | ------------------------------- | ----- | ------ |
| Goud   | Harm Visser          | Nederland     | Jumbo-Visma                     | 126   | 30,1   |
| Zilver | Bart Swings          | België        | OKAY/Interfarms                 | 126   | 26     |
| Brons  | Bart Hoolwerf        | Nederland     | Team Reggeborgh                 | 126   | 23     |
| 4      | Luc ter Haar         | Nederland     | Bouwselect / De Haan Westerhoff | 126   | 22     |
| 5      | Jordy Harink         | Nederland     | Royal A-ware                    | 126   | 16     |
| 6      | Jeroen Janissen      | Nederland     | OKAY/Interfarms                 | 126   | 15     |
| 7      | Roel Boek            | Nederland     | Port of Amsterdam / SKITS       | 126   | 14     |
| 8      | Christian Haasjes    | Nederland     | Bouwselect / De Haan Westerhoff | 126   | 13     |
| 9      | Tjerk de Boer        | Nederland     | Royal A-ware                    | 126   | 12     |
| 10     | Sjoerd den Hertog    | Nederland     | Royal A-ware                    | 126   | 11     |
| 11     | Daan Gelling         | Nederland     | Royal A-ware                    | 126   | 10     |
| 12     | Mats Stoltenborg     | Nederland     | Jumbo-Visma                     | 126   | 9      |
| 13     | Christoffel Hendriks | Nederland     | Port of Amsterdam / SKITS       | 126   | 8      |
| 14     | Bart Vreugdenhil     | Nederland     | Talentploeg                     | 126   | 7      |
| 15     | Jan-Willem Broos     | Nederland     | Port of Amsterdam / SKITS       | 126   | 6      |
| 16     | Ronald Kruijer       | Nederland     | Bouwselect / De Haan Westerhoff | 126   | 5      |
| 17     | Chiel Smit           | Nederland     | Sprog                           | 126   | 4      |
| 18     | Axel Koopman         | Nederland     | Royal A-ware                    | 125   | 3      |
| 19     | Gert Wierda          | Nederland     | Royal A-ware                    | 125   | 2      |
| 20     | Robbert Post         | Nederland     | Jumbo-Visma                     | 125   | 1      |

125 ronden
1:05:12uur (gem. 31,3sec) 46,0km/h

## Uitslag Top-divisie vrouwen[4]
| #      | Rijder                 | Nationaliteit | Ploeg                               | Ronde | Punten |
| ------ | ---------------------- | ------------- | ----------------------------------- | ----- | ------ |
| Goud   | Marijke Groenewoud     | Nederland     | Team Albert Heijn Zaanlander        | 81    | 30,1   |
| Zilver | Irene Schouten         | Nederland     | Team Albert Heijn Zaanlander        | 81    | 26     |
| Brons  | Kim Talsma             | Nederland     | Bouwbedrijf de Vries                | 80    | 18     |
| 4      | Patricia Koot          | Nederland     | KNSB Inline Selectie                | 80    | 17     |
| 5      | Elsemieke van Maaren   | Nederland     | OKAY/Interfarms                     | 80    | 16     |
| 6      | Evi Gelling            | Nederland     | Turner                              | 80    | 15     |
| 7      | Maaike Verweij         | Nederland     | Team Albert Heijn Zaanlander        | 80    | 14     |
| 8      | Lianne van Loon        | Nederland     | KNSB Inline Selectie                | 80    | 13     |
| 9      | Tessa Snoek            | Nederland     | VGR Sport / Vreugdenhil Dairy Foods | 80    | 12     |
| 10     | Veerle van Koppen      | Nederland     | Gewest Fryslan-Victron Energy       | 80    | 11     |
| 11     | Tjilde Bennis          | Nederland     | Turner                              | 80    | 10     |
| 12     | Ineke Dedden           | Nederland     | BDM-BTZ                             | 80    | 9      |
| 13     | Iris van der Stelt     | Nederland     | PEER racefietsen Wijk en Aalburg    | 80    | 8      |
| 14     | Merel Bosma            | Nederland     | BDM-BTZ                             | 80    | 7      |
| 15     | Nienke Smit            | Nederland     | Haak powered by OCRE                | 80    | 6      |
| 16     | Loesanne van der Geest | Nederland     | PGM Bakker                          | 80    | 5      |
| 17     | Beau Wagemaker         | Nederland     | PGM Bakker                          | 80    | 4      |
| 18     | Eline van Voorden      | Nederland     | PGM Bakker                          | 80    | 3      |
| 19     | Femke Mossinkoff       | Nederland     | Van Ramshorst Renault               | 80    | 2      |
| 20     | Paula Konijn           | Nederland     | PGM Bakker                          | 80    | 1      |

80 ronden
0:45:07uur (gem. 33,8sec) 42,6km/h

## Uitslag beloften mannen[5]
| #      | Rijder               | Nationaliteit | Ploeg                                  | Ronde | Punten |
| ------ | -------------------- | ------------- | -------------------------------------- | ----- | ------ |
| Goud   | Wisse Slendebroek    | Nederland     | OKAY/Interfarms                        | 101   | 30,1   |
| Zilver | Daan Berkhout        | Nederland     | Team Reggeborgh                        | 101   | 26     |
| Brons  | Joost de Jong        | Nederland     | Van Ramshorst Renault                  | 101   | 23     |
| 4      | Jesse Vollaard       | Nederland     | Vector                                 | 101   | 22     |
| 5      | Hylke de Boer        | Nederland     | Bouwselect / De Haan Westerhoff        | 101   | 21     |
| 6      | Nino van Dijk        | Nederland     | Traumeel Gel                           | 101   | 20     |
| 7      | Luke Kooij           | Nederland     | Ormer ICT                              | 101   | 19     |
| 8      | Bram Kras            | Nederland     | Wokke Vastgoed                         | 101   | 18     |
| 9      | Bavo Coremans        | Nederland     | Stehmann Sport                         | 101   | 17     |
| 10     | Mathijs van Zwieten  | Nederland     | Douma Staal                            | 101   | 16     |
| 11     | Guido Maat           | Nederland     | Forte Sportswear                       | 101   | 15     |
| 12     | Mitchel Zijp         | Nederland     | Forte Sportswear                       | 101   | 14     |
| 13     | Jasper van der Marel | Nederland     | Spieren voor Spieren / Douna Machinery | 100   | 8      |
| 14     | Ivo de la Porte      | Nederland     | Bouwselect / De Haan Westerhoff        | 100   | 7      |
| 15     | Arn Botman           | Nederland     | Wokke Vastgoed                         | 100   | 6      |
| 16     | Chris Berkhout       | Nederland     | Van Ramshorst Renault                  | 100   | 5      |
| 17     | Jochem Posthumus     | Nederland     | Speelman / Kuil                        | 100   | 4      |
| 18     | Otto van de Pol      | Nederland     | HCH Heerenveen                         | 100   | 3      |
| 19     | Matthé Pronk         | Nederland     | SKITS                                  | 100   | 2      |
| 20     | Martijn de Boer      | Nederland     | Arktika                                | 100   | 1      |

100 ronden
0:54:51uur (gem. 32,9sec) 43,8km/h

## Uitslag Top-divisie vrouwen[6]
| #      | Rijder                  | Nationaliteit | Ploeg                               | Ronde | Punten |
| ------ | ----------------------- | ------------- | ----------------------------------- | ----- | ------ |
| Goud   | Gioya Lancee            | Nederland     | BDM / BTZ                           | 61    | 30,1   |
| Zilver | Lidia Tempert           | Nederland     | Boltrics                            | 61    | 26     |
| Brons  | Vera van Ditshuizen     | Nederland     | De Vechtsebanen                     | 61    | 23     |
| 4      | Maaike Koelewijn        | Nederland     | Fortune Coffee                      | 60    | 17     |
| 5      | Mayke Vriesinga         | Nederland     | Boltrics                            | 60    | 16     |
| 6      | Anna Marit Sybrandi     | Nederland     | Boltrics                            | 60    | 15     |
| 7      | Mirjam Thomas           | Nederland     | Gewest Fryslan-Victron Energy       | 60    | 14     |
| 8      | Tijn Borst              | Nederland     | Gewest Fryslan-Victron Energy       | 60    | 13     |
| 9      | Jet Fransen             | Nederland     | Wokke Vastgoed                      | 60    | 12     |
| 10     | Floor Besteman          | Nederland     | Vector                              | 60    | 11     |
| 11     | Viviana Rodríguez Rojas | Chili         | 21Adventures.nl                     | 60    | 10     |
| 12     | Jolanda Langeland       | Nederland     | Speelman / Exclusief Vastgoedbeheer | 60    | 9      |
| 13     | Iris Tiben              | Nederland     | Wokke Vastgoed                      | 60    | 8      |
| 14     | Liset Speelman          | Nederland     | Speelman / Exclusief Vastgoedbeheer | 60    | 7      |
| 15     | Bianca van der Meer     | Nederland     | The B team                          | 60    | 6      |
| 16     | Eline Cox               | Nederland     | Vector                              | 60    | 5      |
| 17     | Iza Stekelenburg        | Nederland     | Vector                              | 60    | 4      |
| 18     | Hilde-Marije Dijkstra   | Nederland     | The B team                          | 60    | 3      |
| 19     | Muriël Meijer           | Nederland     | Haak                                | 60    | 2      |
| 20     | Maud Biezen             | Nederland     |                                     | 60    | 1      |

60 ronden
0:36:28uur (gem. 36,5sec) 39,5km/h

### Snelste wedstrijdgemiddelde
| Klasse              | Snelste gemiddelde       | Tijd     | Ronden | Schaatsster        | Nationaliteit | Ploeg                        |
| ------------------- | ------------------------ | -------- | ------ | ------------------ | ------------- | ---------------------------- |
| Top-divisie Mannen  | 46,0 km/h (gem. 31,3sec) | 01:05:12 | 125    | Harm Visser        | Nederland     | Jumbo-Visma                  |
| Top-divisie Vrouwen | 42,6 km/h (gem. 33,8sec) | 00:45:07 | 80     | Marijke Groenewoud | Nederland     | Team Albert Heijn Zaanlander |
| Beloften Mannen     | 43,8 km/h (gem. 32,9sec) | 00:54:51 | 100    | Wisse Slendebroek  | Nederland     | OKAY/Interfarms              |
| Beloften Vrouwen    | 39,5 km/h (gem. 36,5sec) | 00:36:28 | 60     | Gioya Lancee       | Nederland     | BDM / BTZ                    |

Marathon Cup 1 · 
Marathon Cup 2 · 
Marathon Cup 3 ·
Marathon Cup 4 · 
Marathon Cup 5 · 
Marathon Cup 6 · 
Marathon Cup 7 · 
Marathon Cup 8 · 
Staatsloterij Schaatsmarathon · 
Marathon Cup 9 · 
NK kunstijs · 
Marathon Cup 10 · 
Eerste schaatsmarathon op natuurijs · 
Tweede schaatsmarathon op natuurijs · 
Marathon Cup 11 · 
Marathon Cup 12 · 
Grand Prix 1 · 
Open NK natuurijs · 
Grand Prix 2 · 
Grand Prix 3 ·
Marathon Cup 13 ·
Marathon Cup 14 · 
Grand Prix 4 · 
Grand Prix 5 · 
Grand Prix 6 ·  
Marathon Cup 15
Klassementen: KNSB Cup ·
Jongeren · 
Ploegen ·
Grand Prix ·
Club-assistent Brabantcup ·
Natuurijs vierdaagse
Lijst van schaatsmarathonrijders 2023/2024